# بخش مرکزی شهرستان ماکو
بخش مرکزی یکی از بخش‌های شهرستان ماکو استان آذربایجان غربی ایران است.

## تقسیمات کشوری
- بخش مرکزی شهرستان ماکو
  - دهستان قلعه دره سی
  - دهستان قره‌سو
  - دهستان چایپاسار جنوبی

شهر : ماکو

## جمعیت
براساس سرشماری مرکز آمار ایران در سال ۱۳۹۵، جمعیت این بخش برابر با ۷۵٬۰۷۵ نفر (۲۱٬۴۹۰ خانوار) بوده‌است. 